# 산기장
산기장(山--, 학명: Phaenosperma globosum 파이노스페르마 글로보숨[*])은 벼과의 단형 속인 산기장속(山--屬, 학명: Phaenosperma 파이노스페르마[*])에 속하는 유일한 종이다. 한국, 중국, 일본 및 히말라야 산지에 분포한다.